# Matignonska palača
Matignonska palača (francosko Hôtel de Matignon) se nahaja na ulici Rue de Varenne, v 7. pariškem okrožju in je od leta 1935 uradna rezidenca predsednika francoske vlade. Trenutno v njem prebiva Elisabeth Borne. Je delo arhitekta Jeanna Courtonna iz leta 1721.

## Zgodovina
Leta 1670 se je Ludvik XIV. v okviru svojega načrta za izgradnjo Hôtels des Invalides odločil obnoviti staro Chemin du Bois de la Garenne, ki je postala Rue de Varenne, in je povezovala Saint-Germain-des-Prés na zahodnem koncu Pariza s terenom, izbranim kot novo gradbišče. Leta 1717 je zemljišče prišlo v last luksemburškega vojvode, ki je bil ljubitelj vrtov in je nameraval ustvariti park. Leta 1721 je zaupal gradnjo zasebne palače na svojem posestvu francoskemu arhitektu Jeanu Courtonnu. Ta projekt je arhitektu odprl vrata na Akademijo za arhitekturo.
Palačo so kmalu prodali Jacquesu Goyonu de Matignonu, katerega ime še danes nosi. V palači so živele mnoge slavne osebe, kot so Talleyrand, sestra francoskega kralja Ludvika Filipa, Adélaїde, Napoleon Bonaparte in mnogi drugi.
Leta 1923 je bila palača zaščitena kot zgodovinski spomenik. Najprej je bila sedež predsedstva Sveta, leta 1959, ko je generale Charles de Gaulle postal prvi predsednik Pete republike, pa so »predsednika Sveta« preimenovali v »predsednika vlade«.

## Matignonski sporazum

### Sporazum iz leta 1936
Med stenami Matignonske palače so sprejeli veliko pomembnih zgodovinskih in strateških odločitev. Med najbolj znane sodi matignonski sporazum iz leta 1936, s katerim so sindikalistom zagotovili 40-urni delovni teden in plačan dopust. Podpisal ga je takratni predsednik vlade, Léon Blum, v navzočnosti delodajalcev in delavskega sindikata.

### Sporazum iz leta 1988
Matignonski sporazum iz leta 1988 so povezano z neodvisnostjo Nove Kaledonije, ki spada pod francosko čezmorsko ozemlje vzhodno od Avstralije. Leta 1988 sta v Matignonski palači Jean-Marie Tjibaou in Jacques Lafleur podpisala matignonski sporazum, s katerim so si prizadevali za neodvisnost Nove Kaledonije. Leta 2018 je potekal referendum, na katerem so neodvisnost zavrnili.

## Največji zasebni vrt v Parizu
Palača se ponaša z največjim zasebnim vrtom v prestolnici, ki obsega kar tri hektarje. V njem je na stotine različnih rastlin. Raymond Barre je tam posadil sladkorni javor in od tedaj je vsak predsednik vlade ob svojem prihodu na položaj posadil drevo, razen Jacquesa Chiraca. Drevesa so vedno izbrana v skladu z načrtom vrta, tako glede kraja kot tudi vrste in si sledijo eno za drugim tako kot predsedniki vlade.
Za obstoj vrta sta zaslužena krajinska arhitekta, sprva nečak Andréja Le Nôtra in njegov sodelavec Claude Desgot, leta 1902 pa Achille Duchêne. Vrt združuje simetrijo v francosko-angleškem slogu in ponuja široko paleto vrst.

## Vir
- Gersal, Frédérick, Paris 100 lieux mythiques, Hachette Tourisme, 2011